# جان ارميل كانا بيك
جان ارميل كانا بيك (بالفرنسية: Jean-Armel Kana-Biyik)‏ (3 يوليو 1989 فرنسا - ) هو لاعب كرة قدم فرنسي، يلعب كمدافع.

## وصلات خارجية
جان ارميل كانا بيك على موقع الاتحاد الأوربي (الإنجليزية)
- جان ارميل كانا بيك على موقع اتحاد تركيا (لاعب) (الإنجليزية)
- جان ارميل كانا بيك على موقع رابطة كرة القدم الفرنسية للمحترفين (الإنجليزية)
- جان ارميل كانا بيك على موقع إي إس بي إن إف سي (الإنجليزية)
- جان ارميل كانا بيك على موقع قاعدة بيانات كرة القدم.إي يو (الإنجليزية)
- جان ارميل كانا بيك على موقع ليكيب (الفرنسية)
- جان ارميل كانا بيك على موقع ناشيونال فوتبول تيمز (الإنجليزية)
- جان ارميل كانا بيك على موقع Soccerbase.com (لاعب) (الإنجليزية)
- جان ارميل كانا بيك على موقع Soccerway.com (الإنجليزية)
- جان ارميل كانا بيك على موقع عالم كرة القدم.نت (الإنجليزية)